# Ian MacKaye
Ian Thomas Garner MacKaye (Washington D.C., 16 de abril de 1962) é um cantor e guitarrista americano. Em atividade desde 1979, MacKaye é mais conhecido por ser o líder da influente banda de hardcore punk Minor Threat, e bandas de post-hardcore Embrace e Fugazi, bem como The Evens. Ele é co-fundador e co-proprietário da gravadora independente Dischord Records, em Washington D.C. juntamente com Jeff Nelson.

## História
Uma figura chave no desenvolvimento de hardcore punk e um promotor entusiasta de uma mentalidade independente (DIY ou "do it yourself" da ética punk), MacKaye trabalhou também como engenheiro de gravação e produtor das bandas 7 Seconds, Nation of Ulysses, Bikini Kill, Rites of Spring, Dag Nasty, Necros e Rollins Band. Junto com sua seminal banda Minor Threat, ele é creditado como o criador do termo Straight Edge, embora ele tenha afirmado várias vezes que ele não tinha a intenção de transformá-lo em um movimento.
Sempre ligado a cena pós-hardcore, MacKaye foi um dos responsáveis pelo fortalecimento das gravadoras independentes nos EUA, adotando uma postura contrário ao mainstream e favorável ao underground. Sobre a letra da música "Dinner With The President" do The Evens, Mackaye declarou:
| “ | E, em Washington DC, ir a um jantar na Casa Branca é considerado uma grandessíssima honra. Mas se você reconhece que o governo federal é também uma indústria nojenta, cheia de segredos escusos e gente enlouquecida com o poder, então essa honra não tem valor nenhum. | ” |

Em 2007 o The Evens fez uma turnê na Austrália durante a qual Amy e MacKaye montaram seu próprios equipamentos e tocaram onde nenhuma banda havia tocado antes.
| “ | Se a internet de fato destruir a indústria fonográfica um dia e devolver a música ao ar, será como ver a União Soviética ruir. E ficarei mais do que satisfeito em ver minha pequena gravadora ruir junto. | ” |

## Aparições na mídia

### Filmografia Parcial
Abaixo, a lista de alguns filmes em que Ian MacKaye apareceu:
- American Hardcore (2006)
- Salad Days (2014)